# Giornali delle diocesi italiane
I giornali delle diocesi italiane (comunemente chiamati “giornali diocesani”) sono un ramo della stampa cattolica italiana. Questi giornali diocesani sono nati dopo la promulgazione, il 15 maggio 1891, dell’Enciclica Rerum Novarum («Delle cose nuove») di Leone XIII per esprimere il pensiero cattolico riguardo a molteplici moderne questioni sociali. 

Nel 2020, i giornali diocesani italiani sono 183, pubblicati in 160 diocesi diverse.

## Storia
I giornali delle diocesi italiane si inseriscono nella tradizione della stampa cattolica. Quest’ultima era nata in Francia, durante la Rivoluzione francese, per difendere la Chiesa cattolica. In Italia si diffuse un modello simile negli anni attorno al 1848, in corrispondenza con i cambiamenti politici e sociali del periodo. 

 
I giornali cattolici si diffusero ulteriormente quando l’Enciclica “Inter multiplices”, promulgata da Papa Pio IX nel 1853, ne incoraggiò la nascita. Il loro ruolo divenne ancora più importante durante la Questione romana che, a partire dal 1870, pose il Papa, recluso nei  palazzi del Vaticano, in diretto conflitto con lo Stato italiano.

Un ramo importante della stampa cattolica e che tutt’oggi per i cattolici è di fondamentale importanza è quello che si è venuto a creare dopo il 15 maggio 1891, a seguito dell’Enciclica Rerum Novarum («Delle cose nuove») di Leone XIII, dove il Papa prese posizione sulle questioni sociali del tempo. La stampa cattolica si estese in moltissime diocesi, facendo sì che non solo le grandi testate cattoliche portassero avanti il pensiero della Chiesa, ma anche giornali locali. Inizialmente, i giornali diocesani avevano solo l’obiettivo di informare ogni diocesi delle notizie locali e dei vari avvenimenti. 

Il 3 maggio 1959 nacque l'UCSI, ovvero l’Unione Cattolica Stampa Italiana. Uno dei principi fondamentali dell’associazione è quello di valorizzare il contributo dei laici cattolici impegnati nella comunicazione, «per accrescere nell'opinione pubblica la stima per il giornalismo, quale strumento di verità, giustizia e fraternità»

Il Concilio Vaticano II diede un’altra spinta alla diffusione dei giornali diocesani, in quanto i vescovi si resero conto dell’importanza della stampa, per comunicare al popolo dei fedeli notizie sia diocesane sia nazionali, come si evince da un passo del decreto Inter Mirifica sugli strumenti di comunicazione sociale:

(Inter Mirifica sugli strumenti di comunicazione sociale n°5, Concilio Vaticano II, 4 dicembre 1963)

Il 26 novembre 1966 nacque la FISC (Federazione Italiana Settimanali Cattolici), con l’intento di raccogliere l’eredità culturale, sociale ed ecclesiale delle varie testate fondate in precedenza. Al suo interno sono presenti tutte le testate giornalistiche cattoliche dei settimanali d’Italia e la maggior parte di essi sono giornali diocesani in edizione cartacea, ai quali si sono uniti i giornali online sia quotidiani che a cadenza settimanale. 

La nascita della FISC fu una scelta voluta per far sì che i settimanali diocesani potessero essere in sintonia tra loro e che ci fosse stretta collaborazione non solo all’interno della propria diocesi ma con l’intera Chiesa italiana e di conseguenza con la CEI (Conferenza Episcopale Italiana).

## Descrizione
Il compito dei giornali diocesani italiani (come del resto quello dell’intera stampa cattolica) è quello di esprimere il pensiero della Chiesa Cattolica su questioni morali ed etiche del mondo contemporaneo ed in particolar modo quelle che riguardano lo Stato italiano. 

Rispetto a un giornale comune, quello diocesano mette in evidenza gli avvenimenti, le manifestazioni e le questioni riguardanti la diocesi stessa affrontando, però, anche temi a carattere nazionale e mondiale. Il giornale diocesano, inoltre, in determinate occasioni diventa la voce ufficiale del vescovo ordinario della diocesi.

Secondo uno dei teorici del ruolo della stampa cattolica, Georges Hourdin, i compiti primi e inderogabili di qualsiasi giornale sono quello di sapere e quello di comunicare.I giornali diocesani, che sono vicini alle realtà cittadine, hanno però un terzo compito, comune al resto della stampa cattolica: l’evangelizzazione. Per portare a termine questo compito
(Georges Hourdin)

## Settimanali diocesani italiani
Lista ordinata, in base alla regione di appartenenza, da nord a sud, dei settimanali cartacei e/o online di ogni singola diocesi italiana appartenente alla FISC. 

Alcune diocesi possiedono più di una testata coprendo un territorio più vasto della singola città.
| Testata                                              | Città/diocesi                             | Regione                  |
| ---------------------------------------------------- | ----------------------------------------- | ------------------------ |
| L'Ancora                                             | Acqui Terme                               | Piemonte - Valle d’Aosta |
| Gazzetta d'Alba                                      | Alba                                      | Piemonte - Valle d’Aosta |
| La voce di Alessandria                               | Alessandria                               | Piemonte - Valle d’Aosta |
| Corriere della Valle d'Aosta                         | Aosta                                     | Piemonte - Valle d’Aosta |
| Gazzetta d'Asti                                      | Asti                                      | Piemonte - Valle d’Aosta |
| Il Biellese                                          | Biella                                    | Piemonte - Valle d’Aosta |
| Vallibbt.it                                          | Canelli - Acqui T.                        | Piemonte - Valle d’Aosta |
| La vita casalese                                     | Casale Monferrato                         | Piemonte - Valle d’Aosta |
| La grande famiglia                                   | Casale Monferrato                         | Piemonte - Valle d’Aosta |
| La Guida                                             | Cuneo                                     | Piemonte - Valle d’Aosta |
| La Fedeltà                                           | Fossano                                   | Piemonte - Valle d’Aosta |
| Il Risveglio popolare                                | Ivrea                                     | Piemonte - Valle d’Aosta |
| L'Unione Monregalese                                 | Mondovì                                   | Piemonte - Valle d’Aosta |
| L'Informatore                                        | Novara                                    | Piemonte - Valle d’Aosta |
| Il Sempione                                          | Arona                                     | Piemonte - Valle d’Aosta |
| Il Ricreo                                            | Bellinzago Novarese                       | Piemonte - Valle d’Aosta |
| Il Popolo dell'Ossola                                | Domodossola                               | Piemonte - Valle d’Aosta |
| L'Eco di Galliate                                    | Galliate                                  | Piemonte - Valle d’Aosta |
| L'Azione                                             | Novara                                    | Piemonte - Valle d’Aosta |
| Il cittadino oleggese                                | Oleggio                                   | Piemonte - Valle d’Aosta |
| Il Monte Rosa                                        | Varallo Sesia                             | Piemonte - Valle d’Aosta |
| Il Verbano                                           | Verbania Intra                            | Piemonte - Valle d’Aosta |
| L'Eco del Chisone                                    | Pinerolo                                  | Piemonte - Valle d’Aosta |
| Vita diocesana pinerolese                            | Pinerolo                                  | Piemonte - Valle d’Aosta |
| Corriere di Saluzzo                                  | Saluzzo                                   | Piemonte - Valle d’Aosta |
| La Valsusa                                           | Susa                                      | Piemonte - Valle d’Aosta |
| Agenzia Giornali diocesani                           | Torino                                    | Piemonte - Valle d’Aosta |
| La Voce e il Tempo                                   | Torino                                    | Piemonte - Valle d’Aosta |
| Il Popolo                                            | Tortona                                   | Piemonte - Valle d’Aosta |
| Corriere Eusebiano                                   | Vercelli                                  | Piemonte - Valle d’Aosta |
| Santalessandro.org                                   | Bergamo                                   | Lombardia                |
| La voce del popolo                                   | Brescia                                   | Lombardia                |
| Noi Brugherio                                        | Brugherio                                 | Lombardia                |
| Il settimanale della diocesi                         | Como                                      | Lombardia                |
| Il nuovo Torrazzo                                    | Crema                                     | Lombardia                |
| Il Cittadino                                         | Lodi                                      | Lombardia                |
| La cittadella                                        | Mantova                                   | Lombardia                |
| chiesadimilano.it                                    | Milano                                    | Lombardia                |
| Il Cittadino                                         | Monza                                     | Lombardia                |
| Il Ticino                                            | Pavia                                     | Lombardia                |
| Il popolo cattolico                                  | Treviglio                                 | Lombardia                |
| L'Araldo Lomellino                                   | Vigevano                                  | Lombardia                |
| L'amico del popolo                                   | Belluno                                   | Triveneto                |
| Sonntagsblatt                                        | Bolzano                                   | Triveneto                |
| Nuova Scintilla                                      | Chioggia                                  | Triveneto                |
| Gorizia                                              | Novi Glas                                 | Triveneto                |
| Voce Isontina                                        | Gorizia                                   | Triveneto                |
| La difesa del popolo                                 | Padova                                    | Triveneto                |
| Il Popolo                                            | Pordenone                                 | Triveneto                |
| La Settimana                                         | Rovigo                                    | Triveneto                |
| Vita trentina                                        | Trento                                    | Triveneto                |
| La vita del popolo                                   | Treviso                                   | Triveneto                |
| Vita Nuova                                           | Trieste                                   | Triveneto                |
| La vita cattolica                                    | Udine                                     | Triveneto                |
| Gente veneta                                         | Venezia                                   | Triveneto                |
| Verona Fedele                                        | Verona                                    | Triveneto                |
| La voce dei Berici                                   | Vicenza                                   | Triveneto                |
| L'Azione                                             | Vittorio Veneto                           | Triveneto                |
| Il Cittadino                                         | Genova                                    | Liguria                  |
| Il Letimbro                                          | Savona                                    | Liguria                  |
| La Trebbia                                           | Bobbio                                    | Emilia-Romagna           |
| Bologna Sette                                        | Bologna                                   | Emilia-Romagna           |
| Notizie                                              | Carpi                                     | Emilia-Romagna           |
| Corriere Cesenate                                    | Cesena                                    | Emilia-Romagna           |
| Il Piccolo                                           | Faenza                                    | Emilia-Romagna           |
| La Voce di Ferrara                                   | Ferrara                                   | Emilia-Romagna           |
| Il Risveglio                                         | Fidenza                                   | Emilia-Romagna           |
| Il Momento                                           | Forlì                                     | Emilia-Romagna           |
| Il Nuovo Diario Messaggero                           | Imola                                     | Emilia-Romagna           |
| Nostro Tempo                                         | Modena                                    | Emilia-Romagna           |
| Vita Nova                                            | Parma                                     | Emilia-Romagna           |
| Il Nuovo Giornale                                    | Piacenza                                  | Emilia-Romagna           |
| Risveglio Duemila                                    | Ravenna                                   | Emilia-Romagna           |
| La Libertà                                           | Reggio Emilia                             | Emilia-Romagna           |
| Il Ponte                                             | Rimini                                    | Emilia-Romagna           |
| Montefeltro                                          | San Marino - Montefeltro                  | Emilia-Romagna           |
| Presenza                                             | Ancona                                    | Marche                   |
| La vita picena                                       | Ascoli Piceno                             | Marche                   |
| L’Ap pennino camerte                                 | Camerino                                  | Marche                   |
| L’Azione                                             | Fabriano                                  | Marche                   |
| lavocedellemarche.it                                 | Fermo                                     | Marche                   |
| Voce della Vallesina                                 | Jesi                                      | Marche                   |
| emmausonline.it                                      | Macerata                                  | Marche                   |
| Il Nuovo Amico                                       | Pesaro                                    | Marche                   |
| Il Nuovo Amico                                       | Fano                                      | Marche                   |
| Il Nuovo Amico                                       | Urbino - Urbania - S.Angelo V.            | Marche                   |
| ancoraonline.it                                      | S. Benedetto del Tronto                   | Marche                   |
| La Voce misena                                       | Senigallia                                | Marche                   |
| Toscana Oggi - Soc. Coop.                            | Firenze                                   | Toscana                  |
| Toscana Oggi - Arezzo - Cortona - San Sepolcro       | Arezzo - Cortona - San Sepolcro           | Toscana                  |
| Toscana Oggi - La Parola                             | Fiesole                                   | Toscana                  |
| Toscana Oggi - L’Osservatore Toscano                 | Firenze                                   | Toscana                  |
| Toscana Oggi - Rinnovamento                          | Grosseto                                  | Toscana                  |
| Toscana Oggi - Lucca 7                               | Lucca                                     | Toscana                  |
| Toscana Oggi - Vita Apuana                           | Massa Carrara - Pontremoli                | Toscana                  |
| Toscana Oggi - Dalla Maremma all’Elba                | Massa Marittima - Piombino                | Toscana                  |
| Toscana Oggi - L’Araldo poliziano                    | Montepulciano - Chiusi - Pienza           | Toscana                  |
| Toscana Oggi - La Voce di Valdinievole               | Pescia                                    | Toscana                  |
| Toscana Oggi - Vita Nova                             | Pisa                                      | Toscana                  |
| Toscana Oggi - Confronto                             | Pitigliano - Sovana - Orbetello           | Toscana                  |
| Toscana Oggi - La Voce di Prato                      | Prato                                     | Toscana                  |
| Toscana Oggi - La Domenica                           | San Miniato                               | Toscana                  |
| Toscana Oggi - Siena - Colle Val d’Elsa - Montalcino | Siena - Colle Val d’Elsa - Montalcino     | Toscana                  |
| Toscana Oggi - L’Araldo                              | Volterra                                  | Toscana                  |
| lasettimanalivorno.it                                | Livorno                                   | Toscana                  |
| La Vita                                              | Pistoia                                   | Toscana                  |
| Il Corriere Apuano                                   | Pontremoli                                | Toscana                  |
| Gazzetta di Foligno                                  | Foligno                                   | Umbria                   |
| La Voce - Chiesa di S. Severo a Porta Sole           | Perugia                                   | Umbria                   |
| La Voce                                              | Assisi - Nocera Umbra - Gualdo Tadino     | Umbria                   |
| La Voce                                              | Città di Castello                         | Umbria                   |
| La Voce                                              | Gubbio                                    | Umbria                   |
| La Voce                                              | Orvieto - Todi                            | Umbria                   |
| La Voce                                              | Perugia                                   | Umbria                   |
| La Voce                                              | Terni - Narni - Amelia                    | Umbria                   |
| La Squilla                                           | Spello                                    | Umbria                   |
| Molisinsieme                                         | Campobasso                                | Abruzzo - Molise         |
| Il Nuovo Amico del Popolo                            | Chieti                                    | Abruzzo - Molise         |
| Vola                                                 | L’Aquila                                  | Abruzzo - Molise         |
| laporzione.it                                        | Pescara - Penne                           | Abruzzo - Molise         |
| L’Araldo abruzzese                                   | Teramo                                    | Abruzzo - Molise         |
| Millestrade                                          | Albano Laziale                            | Lazio                    |
| Anagni Alatri Uno                                    | Anagni - Alatri                           | Lazio                    |
| Chiesa pontina                                       | Latina                                    | Lazio                    |
| Frontiera                                            | Rieti                                     | Lazio                    |
| Migranti Press                                       | Roma                                      | Lazio                    |
| romasette.it                                         | Roma                                      | Lazio                    |
| Vita della Diocesi                                   | Viterbo                                   | Lazio                    |
| La Roccia                                            | Acerra                                    | Campania                 |
| Kairos News                                          | Capua                                     | Campania                 |
| Fermento                                             | Cava de’ Tirreni                          | Campania                 |
| Kaire                                                | Ischia                                    | Campania                 |
| Altirpinia                                           | Lioni                                     | Campania                 |
| Nuova Stagione                                       | Napoli                                    | Campania                 |
| Insieme                                              | Nocera Inferiore - Sarno                  | Campania                 |
| In Dialogo                                           | Nola                                      | Campania                 |
| Clarus                                               | Piedimonte Matese                         | Campania                 |
| Segni dei Tempi                                      | Pozzuoli                                  | Campania                 |
| Logos - Le ragioni della verità                      | Matera - Irsina                           | Basilicata               |
| Fermento                                             | Brindisi                                  | Puglia                   |
| Adesso                                               | Castellaneta                              | Puglia                   |
| Sentieri-Incontri e Dialoghi                         | Lucera - Troia                            | Puglia                   |
| Voci e Volti                                         | Manfredonia - Vieste - S.Giovanni Rotondo | Puglia                   |
| Luce e Vita                                          | Molfetta                                  | Puglia                   |
| Lo Scudo                                             | Ostuni                                    | Puglia                   |
| Nuovo Dialogo                                        | Taranto                                   | Puglia                   |
| In comunione                                         | Trani                                     | Puglia                   |
| L’Abbraccio                                          | Cassano all’Ionio                         | Calabria                 |
| Comunità Nuova                                       | Catanzaro                                 | Calabria                 |
| Parola di Vita                                       | Cosenza - Bisignano                       | Calabria                 |
| Kairos Kroton                                        | Crotone                                   | Calabria                 |
| Lamezia Nuova                                        | Lamezia                                   | Calabria                 |
| Pandocheion - Casa che accoglie                      | Locri                                     | Calabria                 |
| Comunità in Cammino                                  | Mileto                                    | Calabria                 |
| L’Avvenire di Calabria                               | Reggio Calabria                           | Calabria                 |
| Camminare Insieme                                    | Rossano - Cariati                         | Calabria                 |
| La Voce dell’Jonio                                   | Acireale                                  | Sicilia                  |
| L’Amico del Popolo                                   | Agrigento                                 | Sicilia                  |
| L’Aurora                                             | Caltanissetta                             | Sicilia                  |
| Condividere                                          | Mazara del Vallo                          | Sicilia                  |
| La Scintilla                                         | Messina                                   | Sicilia                  |
| Giornotto                                            | Monreale                                  | Sicilia                  |
| In Dialogo                                           | Nicosia                                   | Sicilia                  |
| La vita diocesana                                    | Noto                                      | Sicilia                  |
| Settegiorni                                          | Piazza Armerina                           | Sicilia                  |
| Insieme                                              | Ragusa                                    | Sicilia                  |
| Cammino                                              | Siracusa                                  | Sicilia                  |
| Nuovo Cammino                                        | Ales                                      | Sardegna                 |
| Dialogo                                              | Bosa                                      | Sardegna                 |
| Il Portico                                           | Cagliari                                  | Sardegna                 |
| Sulcis Iglesiente Oggi                               | Iglesias                                  | Sardegna                 |
| L’Ogliastra                                          | Lanusei                                   | Sardegna                 |
| L’Ortobene                                           | Nuoro                                     | Sardegna                 |
| L’Arborense                                          | Oristano                                  | Sardegna                 |
| Vode del Logudoro                                    | Ozieri                                    | Sardegna                 |
| Libertà                                              | Sassari                                   | Sardegna                 |

Dati ripresi dal sito ufficiale FISC.